# Eritrea ai Giochi olimpici
L'Eritrea ha partecipato per la prima volta ai Giochi olimpici nel 2000.
Ha vinto una medaglia ai Giochi olimpici estivi, di bronzo con Zersenay Tadese nel 2004, e non ha mai partecipato ai Giochi olimpici invernali.
Il Comitato Olimpico Nazionale Eritreo, creato nel 1996, venne riconosciuto dal CIO nel 1999.

## Medaglieri

### Medaglie ai Giochi olimpici estivi
| Giochi              | Oro | Argento | Bronzo | Totale |
| ------------------- | --- | ------- | ------ | ------ |
| Sydney 2000         | 0   | 0       | 0      | 0      |
| Atene 2004          | 0   | 0       | 1      | 1      |
| Pechino 2008        | 0   | 0       | 0      | 0      |
| Londra 2012         | 0   | 0       | 0      | 0      |
| Rio de Janeiro 2016 | 0   | 0       | 0      | 0      |
| Tokyo 2020          | 0   | 0       | 0      | 0      |
| Parigi 2024         | 0   | 0       | 0      | 0      |
| Totale              | 0   | 0       | 1      | 1      |

### Medaglie ai Giochi olimpici invernali
| Giochi           | Oro | Argento | Bronzo | Totale |
| ---------------- | --- | ------- | ------ | ------ |
| PyeongChang 2018 | 0   | 0       | 0      | 0      |
| Pechino 2022     | 0   | 0       | 0      | 0      |
| Totale           | 0   | 0       | 0      | 0      |

### Medagliati
| Medaglia | Atleta          | Edizione   | Sport            | Evento              |
| -------- | --------------- | ---------- | ---------------- | ------------------- |
| Bronzo   | Zersenay Tadese | Atene 2004 | Atletica leggera | 10.000 metri uomini |